# Xã St. John, Quận Stafford, Kansas
Xã St. John (tiếng Anh: St. John Township) là một xã thuộc quận Stafford, tiểu bang Kansas, Hoa Kỳ. Năm 2010, dân số của xã này là 1.036 người.